# Noi (Mason)
Noi è il secondo romanzo di Richard Mason. La prima pubblicazione risale al 2004.
Il romanzo è stato pubblicato da Einaudi in Italia, in anteprima sull'edizione inglese.
Il romanzo è narrato dal punto di vista di tre dei quattro personaggi principali, che alternano le loro voci per costruire una storia lineare. 
È suddiviso in tre parti, corrispondenti a tre fasi diverse delle vite dei protagonisti.
La prima parte è ambientata ai giorni nostri e ci mostra i personaggi individualmente, dando l'incipit all'intera vicenda.
La seconda parte è ambientata nel passato e mostra gli eventi più significativi dei personaggi, che li porteranno ad incontrarsi e ad intrecciare un rapporto tra di loro.
La terza ed ultima parte percorre gli anni che vanno dalla morte del quarto personaggio principale ai giorni nostri.

## Trama

### Parte prima
Anno 2001. Jake Hitchins è un artista affermato e adorato dal pubblico e dalla critica, che sviluppa, però, una dipendenza dall'alcol. 
Julian Ogilvie fa parte dell'upper class inglese ma conduce una vita monotona e inappagante, lavorando come insegnante, e dove gli unici svaghi sono le cene con i suoi genitori nella loro casa in campagna.
Adrienne Finch è una ricca americana, sposata con uno degli uomini più influenti nel mondo cinematografico, incinta, che conduce apparentemente una vita perfetta.
Dopo essere stato costretto a ricoverarsi in una clinica di disintossicazione in seguito ad un malore, Jake, dopo diversi anni di inattività, decide di dare una mostra dove esporrà le sue ultime creazioni. Quello sarà l'evento in cui i tre potranno reincontrarsi a distanza di dodici anni.

### Parte seconda
Jake vive a Fareham, un piccolo sobborgo fuori città, insieme ai suoi genitori ed è solo grazie ad una fortunata coincidenza che a tredici anni riesce ad entrare a Botesdale, una delle scuole più prestigiose di Londra. Qui incontra Julian, un ragazzino robusto e complessato, con cui, però, non c'è quasi alcun rapporto, e Chieveley, un ragazzo più grande che ha il compito di sorvegliare le matricole e che si diverte a tormentare Jake, sottoponendolo a continue umiliazioni, a scherzi crudeli e, spesso, a vessazioni fisiche.
Due anni dopo Jake fa la conoscenza di Maggie, sorella di Julian, venuta ad assistere insieme alla sua famiglia alla partita di cricket indetta per celebrare l'anniversario della fondazione.
Con Maggie si instaura subito un buon rapporto, ma dopo quel giorno non hanno più occasione di rivedersi.
Anno 1989. Jake, Julian, Adrienne e Maggie studiano in diversi college prestigiosi.
Julian è stato ammesso al St. Botolph's College, dove incontra Adrienne, con cui instaura un rapporto amoroso.
Maggie studia storia al Bridwell College e Jake studia ad Oxford. I due si reincontrano per una circostanza fortuita e cominciano a frequentarsi.
Dopo essere venuta a conoscenza dei soprusi subìti da Jake da parte di Chieveley, Maggie progetta un macabro scherzo per quest'ultimo con l'intenzione di fargli pagare le sue azioni passate.
In questo progetto trascina anche Jake ed Adrienne. L'unico ad opporsi al suo piano è suo fratello Julian. Comincia così una serie di equivoci e di bugie che porteranno ad una fine tragica. In seguito a un litigio, Maggie va nella rimessa delle barche del St. Botolph, dove crede sia suo fratello, per cercare una riappacificazione. Non riuscendo ad aprire la porta principale, si trova costretta ad entrare da una finestra lasciata aperta. Purtroppo, appoggia il piede su una pila di taniche ,che non riescono, però, a reggere il suo peso. Di conseguenza Maggie perde l'equilibrio e nella caduta viene ferita mortalmente alla gola.

### Parte terza
Dopo la morte e il funerale di Maggie, avviene una scissione fra gli altri tre protagonisti. Adrienne decide di tornare in America e proseguire lì gli studi. Qui incontra per caso un uomo un po' più grande di lei, Spencer Crawley, uomo di successo che lavora nell'industria cinematografica. L'uomo comincia a corteggiarla assiduamente, spingendola ad accettare di sposarlo.
Julian, una volta finiti gli studi, comincia a lavorare come insegnante.
Jake, dopo aver conseguito la laurea, svolge una serie di lavori. Un giorno viene avvicinato da una donna che si scopre, in seguito, essere un produttore televisivo in cerca di volti nuovi per un reality show in allestimento.
Jake supera le audizioni. Il reality show, che si occupa di arte, dà l'occasione a Jake di guadagnarsi la fama. Inizia così la sua scalata al successo e l'astrattismo della sua arte viene riconosciuto e ammirato in tutta Londra. 
Passano diversi anni di inattività in cui Jake alimenta il suo alcolismo, fino al malore che ci riporta al punto iniziale.
Dopo la riabilitazione, Jake allestisce una nuova mostra, a cui invita anche Julian, Adrienne ed il suo vecchio nemico Chieveley. Nel corso della serata diversi tasselli lasciati in sospeso vengono messi al loro posto.
Anche questa parte finisce tragicamente.
Tramite una sua opera, Jake svela a Chieveley di essere stato parte dello scherzo progettato da Maggie ai tempi del college. In seguito a questa rivelazione, Chieveley offre un passaggio amichevole a Jake. Durante il tragitto, però, Chieveley perde il controllo dell'auto, provocando un incidente nel quale moriranno entrambi.

## Personaggi

### Jake Hitchins
Cresce a Fareham, un sobborgo dove regna un ambiente violento.
Quando aveva otto anni, durante una rissa alle case popolari, si rompe un braccio. In seguito, dei ragazzi più grandi lo sottoporranno a delle umiliazioni e vandalizzeranno il gesso che porta al braccio, costringendolo a chiedere aiuto ad un suo amico, Simon. In questa occasione Jake si ferisce con un chiodo e tenterà di fermare il sangue con un pezzo di carta. Quel pezzo di carta si rivelerà poi una schedina vincente di una corsa ai cavalli, appartenente al padre di Simon.
Jake riporterà la schedina vincente all'uomo che, per ricompensa, gli darà un'ingente parte della vincita.
Grazie a quei soldi, i suoi genitori potranno iscriverlo a Botesdale. 
Qui, però, Jake viene preso di mira da Chieveley e dai suoi seguaci per il suo modo di esprimersi.
Dopo cinque anni trascorsi a Botesdale, comincia a studiare letteratura a Oxford. È al secondo anno di corso che risale il secondo incontro con Maggie. Fra i due nasce presto una storia d'amore, che durerà per diversi mesi, fino alla morte di lei.
Durante il periodo del completamento degli studi, Jake comincia a sentire delle voci nella sua testa, che riesce a calmare solo bevendo alcol. Da qui comincia la sua dipendenza.
Dopo la fine degli studi, lavora prima in un caffè, servendo colazioni, poi in un ufficio, dove batte a macchina lettere.
Durante il giugno del 1995, Jake viene avvicinato per strada da una donna, la stessa che gli darà l'occasione di partecipare a "Chi è il vero Artista?", un reality show che si proponeva di mostrare al pubblico nuovi talenti dell'arte moderna.
Jake si ritrova ad essere uno dei quattro concorrenti. Ben presto diventa il beniamino del pubblico.
Non si aggiudica il primo posto, ma viene visto a tutti gli effetti come il vincitore.
Da qui comincia la sua scalata verso il successo. 
I problemi con le voci che sente nella testa, però, non diminuiscono e lo costringono a fare un uso sempre più smoderato dell'alcol. 
Una mattina il suo manager lo trova svenuto in seguito ad una sbornia e decide di portarlo in una clinica. È durante questo periodo che Jake decide di allestire una nuova mostra degli ultimi lavori creati.
Durante la grande serata incontra nuovamente Julian, accompagnato dalla madre, Adrienne, accompagnata dal marito, e Chieveley, accompagnato dalla moglie.
Il pezzo forte della serata è quello riservato a Chieveley, dove appare una frase ricorrente che avevano già usato per lo scherzo a lui dedicato.
Una volta che l'uomo vede l'opera capisce ogni cosa. La reazione di Chieveley è tanto insolita quanto inaspettata. L'uomo, infatti, scoppia a ridere.
Dopo aver assistito allo spettacolo, invita Jake a salire in macchina con lui. Ma l'ilarità di Chieveley si rivelerà fatale. L'uomo riderà così tanto da perdere il controllo dell'auto e, malgrado Jake provi a rimediare, non ci riesce. Questo causa un forte impatto, nel quale entrambi moriranno.

### Maggie Ogilvie
Questo è senza dubbio il personaggio principale. Malgrado il romanzo non venga mai narrato in prima persona da lei, il suo è il personaggio che risalta di più.
Maggie viene dipinta come una persona dal carattere molto forte e indipendente, tenace e dalla mente aperta, ma anche disponibile, amichevole e generosa. Ha un forte senso della giustizia che la spinge a voler riparare ai torti subiti di chi incontra. Inoltre, è un personaggio molto carismatico. Con il fratello Julian si instaura un rapporto di superiore e subordinato, nonostante Julian sia il primogenito, stesso rapporto che Maggie instaurerà anche con Adrienne e, in parte, con Jake.
Il suo carattere forte e dominante viene fuori già fin dalla tenera età.
Grazie al punto di vista di Julian, si viene a sapere di diversi episodi riguardanti l'infanzia passata in campagna, nel quale Maggie viene sempre vista come il motore di tutto.
Maggie, nel corso del libro, assume le caratteristiche di un personaggio sempre presente nelle vite dei suoi amici e familiari, nel passato così come nel presente. Il suo forte senso di giustizia e ciò che più risalta di lei ed è una caratteristica che la contraddistingue fin dalla tenera età, spingendola a salvare i topi che entravano in casa dalle trappole che suo padre tendeva loro per ucciderli e a giustiziare una volpe dopo che questa aveva ucciso una delle loro galline.
A quattordici anni conosce Jake a Botosdale, mentre era seduta sugli spalti a guardare una partita di cricket. A lui darà il primo bacio.
Maggie viene reintrodotta all'età di diciotto anni, quando avviene il secondo incontro con Jake, con cui nascerà una forte relazione.
Maggie viene a sapere dei torti subiti da Jake in passato e l'occasione per vendicarli le arriverà una sera, mentre stava tornando ad Oxford in compagnia di Julian. Chieveley, ubriaco al volante, taglia loro la strada e va oltre una siepe, investendo involontariamente una volpe. Il ragazzo si addormenta al volante a causa della sbornia, ma sta bene. Maggie allora progetta il suo piano. Prende la volpe morta e ne passa il corpo sul parabrezza e sul cofano della macchina, lasciando delle scie di sangue. In seguito scriverà un articolo che porterà alla redazione di un giornale, dove denuncia la morte di una bambina, investita da una macchina come quella di Chieveley. Questo farà credere al ragazzo di essere colpevole di un delitto.
Darà seguito al suo piano ossessionando Chieveley con la frase "Sappiamo che sei stato tu", frase che apparirà anche sull'opera di Jake alla mostra.
Julian, però, si oppone a questo progetto e, in seguito ad un litigio fra i due fratelli, la ragazza sarà vittima di un grottesco incidente che le causerà la morte.

### Julian Ogilvie
È il fratello di Maggie. Nonostante sia più grande di lei di due anni e mezzo, si ritrova sempre a rimanere all'ombra di sua sorella.
Appartengono ad una famiglia benestante e questo ha permesso loro di ricevere la migliore istruzione possibile.
Julian viene descritto come una persona complessata e insicura fin dalla pubertà: a tredici anni era un ragazzino robusto che temeva le prese in giro dei suoi coetanei a causa della sua voce, non ancora cambiata, al contrario degli altri ragazzi della sua età, già sviluppati. 
Questo senso di insicurezza rimarrà nel corso degli anni fino all'età adulta.
Il giorno prima del tè delle matricole a Botesdale, il padre gli regala un libro vecchio e consunto, il Leviatano di Hobbes. Questo libro plasmerà in modo significativo il carattere di Julian e, spesso e volentieri, lo guiderà nelle sue scelte.
Degli anni trascorsi a Botesdale sappiamo ben poco: Julian è un ragazzino pauroso, che cerca il più possibile di accattivarsi l'amicizia di Chieveley in modo da evitare possibili prese in giro e atti di bullismo.
Per questo motivo non interverrà mai in aiuto di Jake, nonostante assistesse direttamente alle aggressioni degli altri ragazzi verso quest'ultimo.
Julian viene, quindi, dipinto come un ragazzo opportunista, il cui primo interesse era il proprio bene.
Dopo Botesdale, Julian studia al St. Botolph's Collage. Qui conosce Adrienne, che abita nella stanza accanto alla sua. Sentendola piangere, cerca di consolarla, e qui esce un lato più umano del personaggio.
Adrienne sarà la prima ragazza di Julian e anche la più importante. Tuttavia il loro rapporto si sfalderà a causa della preferenza che Adrienne sembra provare per Maggie, piuttosto che per lui, un altro episodio che farà sentire Julian oscurato nuovamente dalla sorella.
Quando viene a sapere dello scherzo che Maggie progetta per Chieveley, si oppone con tutte le forze, cercando di contrastare la sorella. Si attiva così una catena di eventi che porteranno alla tragica fine di Maggie.
Gli anni seguenti Julian finisce gli studi e comincia la professione di insegnante. Durante questo periodo assiste impotente alla nascita della fama di Jake, con cui non era mai stato in buoni rapporti. Tuttavia, quando viene invitato alla mostra d'arte di quest'ultimo, accetta, con la speranza di rivedere Adrienne. I due, infatti, ora entrambi adulti, si reincontrano. Da questo nuovo incontro i due avranno la definitiva certezza che non ci potrà essere un seguito alla loro storia d'amore adolescenziale.

### Adrienne Finch
Il padre di Adrienne apparteneva alla classe privilegiata, mentre la madre è di umili origini.
Una volta sposati, dovranno passare cinque anni prima che nasca Adrienne e altri cinque prima che divorzino in seguito alla dichiarazione del padre della sua omosessualità.
Adrienne si ritrova a vivere con la madre, con cui ha un rapporto conflittuale. Infatti, la madre, di cui non viene mai svelato il nome, è un tipo autoritario e possessivo, abituata ad avere il controllo della vita di sua figlia. Tutto questo porterà Adrienne a scappare a Londra per proseguire gli studi, aiutata da Jerry, il nuovo compagno di suo padre, in passato ricercatore di storia al St. Botolph, una carica che spianerà la strada ad Adrienne per l'ammissione all'Istituto.
Qui conosce Julian, con cui avrà la prima relazione seria. La prima notte che trascorre al St. Botolph la passa con lui. Il mattino dopo conosce Maggie, per cui Adrienne nutrirà una vera e propria venerazione, che la spingerà ad aiutarla nel corso della vendetta mossa contro Chieveley.
Per anni Adrienne si sentirà colpevole della morte dell'amica, poiché gli equivoci che hanno portato al decesso di Maggie sono iniziati con una sua bugia.
Dopo il funerale, torna in America. Qui incontra in un ascensore quello che poi diventerà suo marito, Spencer Craweley, uomo ricchissimo e venerato nell'ambiente di Hollywood. 
Il matrimonio che aspetta Adrienne non è dei più felici. L'unica preoccupazione di Spencer sembra essere quella di tenersi in forma, preferendo la palestra e l'esercizio fisico alla moglie.
Quando Adrienne viene invitata alla mostra, è incinta del suo primo figlio.
Nonostante siano passati molti anni, Adrienne è ancora innamorata di Julian, che è il motivo per cui accetta l'invito. Ma l'incontro fra i due è deludente e non fa altro che sottolineare quanto sia sbagliato continuare a inseguire i ricordi.

### Benedict Chieveley
Ragazzo d'oro di Botesdale, è la tipica incarnazione del ragazzo vincente. Appartenente all'upper class inglese, studia nelle scuole migliori. Viene visto come un prepotente, che sottopone a terribili prove chiunque non rientri nella casta privilegiata dei ricchi inglesi. La persona di cui si prende più gioco è Jake, vessato e sottoposto a continui indovinelli ai quali non è possibile sbagliare: pena castighi fisici.
Da sempre abituato ad eccellere, ricopre posizioni di prestigio a Botesdale così come al Bridwell Collage, dove studia.
È vittima di uno scherzo crudele architettato da Maggie, con cui non avverrà mai nessun incontro.
Viene reintrodotto solo negli ultimi capitoli, quando partecipa alla mostra di Jake, accompagnato dalla moglie. Qui scopre che era stato quest'ultimo a tendergli quello scherzo.
Morirà in un incidente stradale insieme a Jake.

## Curiosità
- Nel corso del libro Jake, durante la riabilitazione in clinica, fa conoscenza con Camilla Boardman, personaggio di una certa rilevanza incontrato in Anime alla deriva.
- I nomi del Botesdale e del Bridwell Collage vengono pronunciati diversamente da come dovrebbero. Infatti Botesdale viene pronunciato "Bushel" e Bridwell diventa "Bridle". Tuttavia questo modo di dire è appannaggio solo dell'alta società londinese, che creò questi voluti errori di pronuncia per far sì che chiunque non rientrasse nella categoria, pronunciando in un altro modo i nomi degli Istituti, venisse automaticamente escluso.

## Edizioni
- Richard Mason, Noi, traduzione di Susanna Basso, collana Supercoralli, Einaudi, 2004,  p. 352.